# Roland Bauer (Fotograf)
Roland Bauer (* 1950) ist ein deutscher Fotograf. Er wurde für seine Bücher und Ausstellungen über bäuerliche Lebensformen und die letzten Vertreter traditionellen Handwerks bekannt. Außerdem war er einer von fünf akkreditierten Fotografen der Verhüllung des Reichstags von Christo und Jeanne-Claude. 250 Dokumentarfotografien, darunter die Serie Handwerk – die letzten ihrer Zunft, werden von der Stiftung Preußischer Kulturbesitz archiviert.

## Leben
Bauer wuchs als Sohn von Weingärtnern in Stuttgart auf. Nach einer Lehre studierte er in Dortmund Fotodesign und Bildjournalismus. Seit 1980 arbeitet er als freischaffender Fotograf. Er ist verheiratet mit der Malerin Andrea Deininger und lebt in Winterberg bei Braunsbach.

## Werk
Für seine Diplomarbeit zog Bauer mit seiner Familie in einen kleinen abgelegenen Weiler in Hohenlohe und fotografierte über Jahre das Geschwisterpaar Wendler. Seine Arbeit Bäuerliche Lebensformen sterben mit den alten Leuten, versehen mit einem Vorwort von Hellmut G. Haasis, wurde mit dem Kodak Fotobuchpreis (heute: Deutscher Fotobuchpreis) ausgezeichnet und erlebt bis heute Neuauflagen. Gemeinsam mit Frieder Stöckle veröffentlichte er bei Frankh die Reihe Handwerker – Die letzten ihrer Zunft, in der alte Korbmacher, Küfer, Schmiede und Wagner porträtiert wurden. Für den Verlag teNeues fotografierte er unter anderem diverse Luxushotels auf der ganzen Welt.
Im Jahr 2020 würdigten die Staatlichen Schlösser und Gärten Baden-Württemberg sein Lebenswerk mit der Ausstellung „Mit dem Herzen sieht man besser. Roland Bauer: 50 Jahre Fotografieren in Hohenlohe und der Welt“ im Residenzschloss Mergentheim.

## Bücher (Auswahl)
- Bäuerliche Lebensformen sterben mit den alten Leuten. Mit e. Einf. von Hellmut G. Haasis, 2. Aufl., Stuttgart 1986.
- Mit Frieder Stöckle: Vom Korbmacher – wo flinke Hände flechten und formen, Stuttgart 1989.
- Mit Frieder Stöckle: Vom Küfer – Feuer und Wasser sollen es biegen, Stuttgart 1989.
- Mit Frieder Stöckle: Vom Schmied – solange die Esse noch glüht, Stuttgart 1989.
- Mit Frieder Stöckle: Vom Wagner – aus dem Holz die Felge formen, Stuttgart 1989.
- Mit Frieder Stöckle: HandWerk. Die Letzten ihrer Zunft, hg. von Armin Panter, 2. Aufl., Heidelberg 2005.
- Einfach Leben. Mit e. Einf. von Claus Detjen, Künzelsau 2015.
- Mit Rudolf Knoll und Claus-Peter Hutter: Das große Baden-Württemberg Weinbuch. 111 Weingüter, Winzer und Wengerter, Köln 2017.
- Die Kochertalbrücke. Deutschlands höchste Brücke, ein Kulturdenkmal für Europa, Schwäbisch Hall 2019.
- Wildblumen, Schwäbisch Hall 2020.